# Nova Pazova
Nova Pazova (in serbo Нова Пазова? è un sobborgo della municipalità serba di Stara Pazova, nel distretto della Sirmia, appartenente alla provincia della Voivodina. Al censimento del 2011 contava 17 106 abitanti, in maggioranza di etnia serba.

## Storia
Nova Pazova venne fondata sotto l'amministrazione asburgica nel 1791 in una zona paludosa e venne popolata da coloni tedeschi svevi di fede protestante evangelica. L'insediamento crebbe dagli originali 51 coloni, comprendenti elementi provenienti da Benningen, Marbach am Neckar, Schopfheim, Schorndorf e Tubinga, dal Palatinato e dall'Assia, come a Maglić nella Bačka.
Inizialmente l'insediamento era parte della frontiera militare asburgica ed i coloni tedeschi, appena arrivati, dovettero prestare servizio per i primi decenni come guardie di confine. Nel 1848-1849 l'insediamento era parte dell'autonoma Vojvodina serba ma già nel 1849 venne incorporato nel territorio militare di frontiera. Dopo l'abolizione dei confini del 1882, l'insediamento entrò a far parte della contea di Sirmia del Regno di Croazia e Slavonia, un regno autonomo, ma integrato nel territorio della Corona di Santo Stefano e nell'Impero austro-ungarico. Secondo il censimento del 1910 la maggior parte degli abitanti di questo insediamento parlava la lingua tedesca.

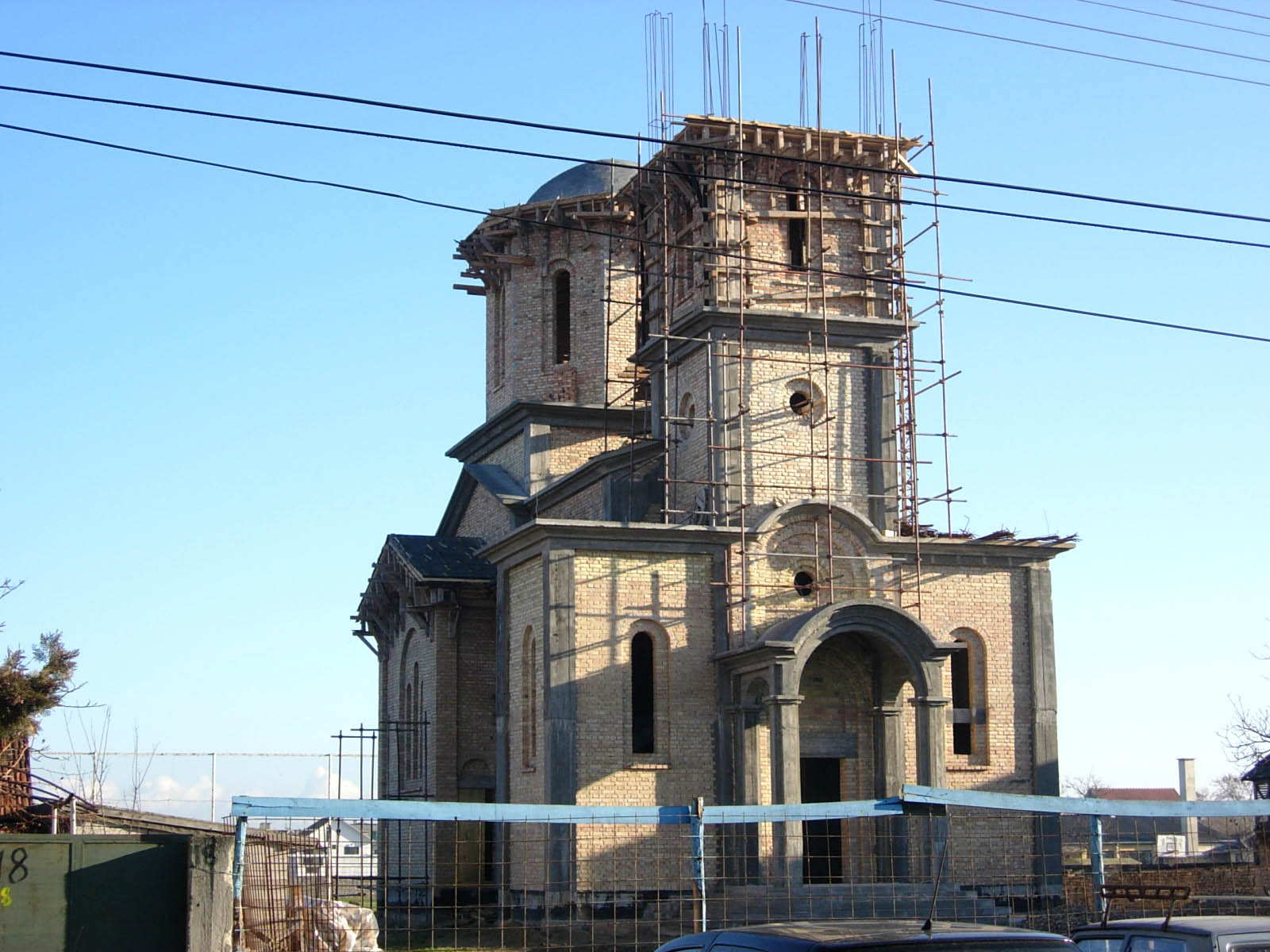
Nuova chiesa aortodossa in costruzione a Nova Pazova

Nel 1918 l'insediamento divenne prima parte dello Stato degli Sloveni, Croati e Serbi, poi parte del Regno di Serbia ed infine parte del Regno di Jugoslavia. Dal 1918 al 1922 esso era parte della contea di Sirmia, dal 1922 to 1929 parte dell'oblast' di Sirmia e dal 1929 al 1941 del Banato del Danubio.
Dal 1941 al 1944 esso fu sottomesso all'occupazione delle potenze dell'Asse e fu annesso alla Contea di Vuka dello Stato Indipendente di Croazia. Nel 1944 esso contava più di 6.000 residenti, in gran parte fattori svevi danubiani con i loro braccianti serbi. Il 6 ottobre 1944 gli abitanti di lingua tedesca fuggirono di fronte all'avanzata delle truppe sovietiche, diretti in massa verso l'Alta Austria.
Da allora l'insediamento entrò a far parte della Vojvodina jugoslava, che dal 1945 era parte della nuova Repubblica Socialista di Serbia, all'interno della stessa Jugoslavia. Subito dopo la fine della seconda guerra mondiale la zona venne ripopolata da nuovi coloni, in maggior parte serbi, che provenivano dalla Bosnia ed Erzegovina, dalla Croazia e da altre parti della Serbia. Il censimento, effettuato dopo la fine della guerra, evidenziò in Nova Pazova una maggioranza etnica serba. Da una popolazione di 4 604 abitanti nel 1948, l'insediamento giunse al culmine di 18 214 nel 2002.

## Società

### Evoluzione demografica
Abitanti censitiAnno030006000900012.00015.00018.00021.00019481961198120022023Popolazione